# Hit (succes)
 For alternative betydninger, se Hit. (Se også artikler, som begynder med Hit)
Et hit er en betegnelse for at noget har fået succes. Det bruges især i musikbranchen.